# Луций Росций Отон
Лу́ций Ро́сций Ото́н (лат. Lucius Roscius Othō; умер, по одной из версий, после 44 года до н. э.) — римский политический деятель из плебейского рода Росциев, народный трибун 67 года до н. э. и предполагаемый претор в 63 году до н. э. Друг Марка Туллия Цицерона.

## Происхождение
О происхождении Луция Росция нет никаких сведений; по-видимому, он принадлежал к всадническому сословию. Так как наиболее известный представитель Росциев, претор 49 года до н. э., происходил из Ланувия, британский антиковед Т. Уайзмен предположил, что Отон также мог являться уроженцем тех мест.
Значение когномена Луция Росция — «Отон» (Othō) — в свою очередь, не вполне ясно.

## Биография
Первые упоминания о Луцие Росции в сохранившихся источниках относятся к 67 году до н. э., когда он, будучи сторонником оптиматов, вошёл в коллегию народных трибунов. Тогда ставленник Помпея «Великого» Авл Габиний выступил с предложением предоставить одному из консуляров чрезвычайные полномочия на всём морском побережье (на полосе шириной в 40 стадиев) для очистки его от киликийских пиратов. Его инициатива вызвала ожесточённое сопротивление в сенате: Плутарх утверждает, что в её поддержку выступил один Гай Юлий Цезарь. Противников законопроекта возглавили влиятельный консуляр Квинт Лутаций Катул Капитолин, лучший оратор эпохи Гортензий, оба действующих консула — Маний Ацилий Глабрион и Гай Кальпурний Пизон. К ним примкнули действующие трибуны Росций Отон и Луций Требеллий. В итоге сенат отклонил законопроект, но Габиний тут же перенёс обсуждение в народное собрание. Там он пригрозил Требеллию лишением должности, если тот наложит вето, а Отона, жестами предложившего назначить Помпею коллегу для такого мероприятия, раздражённый плебс заглушил своим воплем. В конце концов, спустя время закон всё же был принят.
В том же году (67 до н. э.) был утверждён законопроект Луция (Lex Roscia theatralis), предоставлявший римским всадникам и лицам, лишившимся имущества и потерявшим всаднический статус, отдельные места в театрах на 14 рядах, следовавших за сенаторскими рядами. Для промотавшихся всадников этим законом отводились определённые места, так называемые inter decoctorus.
Впрочем, закон Росция вскоре стал очень непопулярен среди плебеев: те из всадников, которые промотались и вынуждены отныне смотреть зрелища не с тех театральных сидений, что занимали ранее вместе с остальными, чувствовали себя оскорблёнными. И в 63 году до н. э., в консульство Цицерона, автора Lex Roscia theatralis так сильно освистали на одном из стадионов, что Марку Туллию пришлось применить всё своё красноречие и умение убеждать, дабы утихомирить возмущённую толпу; в связи с этим происшествием канадский исследователь Р. Броутон, а вслед за ним и Терри Бреннан предположили, что Отон мог в это время занимать преторскую должность.

## Поздние годы
В мае 45 года до н. э. Цицерон в четырёх письмах, адресованных Титу Помпонию Аттику, упоминает некоего Отона как конкурента Помпония на публичных торгах по купле земельного участка Клодии, одной из сестёр заклятого врага оратора. Чуть позже, в начале июля 44 года, Марк Туллий в нескольких письмах просит своего друга разузнать, сколь серьёзно намерение супруги Отона (по разным чтениям, Юлии или Туции) развестись с ним и выйти замуж за племянника Цицерона. По мнению немецких генеалогов, речь в них шла именно о народном трибуне 67 года до н. э.